# Coventry
Coventry is een district  met de officiële titel van city, in de stedelijk graafschap (metropolitan county) West Midlands. Het is de op acht na grootste stad van Engeland met een inwonersaantal van 360.149 (schatting 2017). Coventry University ontstond in 1843 als Coventry College of Design, werd later Coventry Polytechnic en is sinds 1992 erkend als universiteit. De University of Warwick, opgericht in 1965, ligt ondanks zijn naam eveneens op het grondgebied van Coventry.

## Industrie
Nadat Coventry eerder een belangrijk centrum was geweest voor het maken van horloges en linten, werd de stad aan het eind van de negentiende eeuw een belangrijk centrum voor automobiel-, motor- en luchtbandenindustrie. Hier werden minder bekende merken geproduceerd zoals Coventry Motette, Great Horseless Carriage Co, Swift en bekende merken zoals Hillman, Humber, Riley en Daimler. De vervaardiging van Triumph motorfietsen begon in 1902 in een fabriek in Coventry. In de jaren zestig en zeventig was de auto-industrie op zijn hoogtepunt en zorgde hij voor een sterke groei van de stad. Vanaf eind jaren zeventig ging het bergafwaarts en werden fabrieken gesloten of verplaatst naar lage lonen landen. Hoewel de auto-industrie sterk is teruggelopen, heeft Jaguar nog steeds zijn hoofdkwartier en een fabriek in de stad. Tot 2006 was een grote Peugeot-autofabriek gevestigd in Ryton, net buiten de stad. De beroemde Londense zwarte taxi's worden ook in Coventry geproduceerd door London Taxis International (LTI).

## Bombardement op Coventryen de wederopbouw

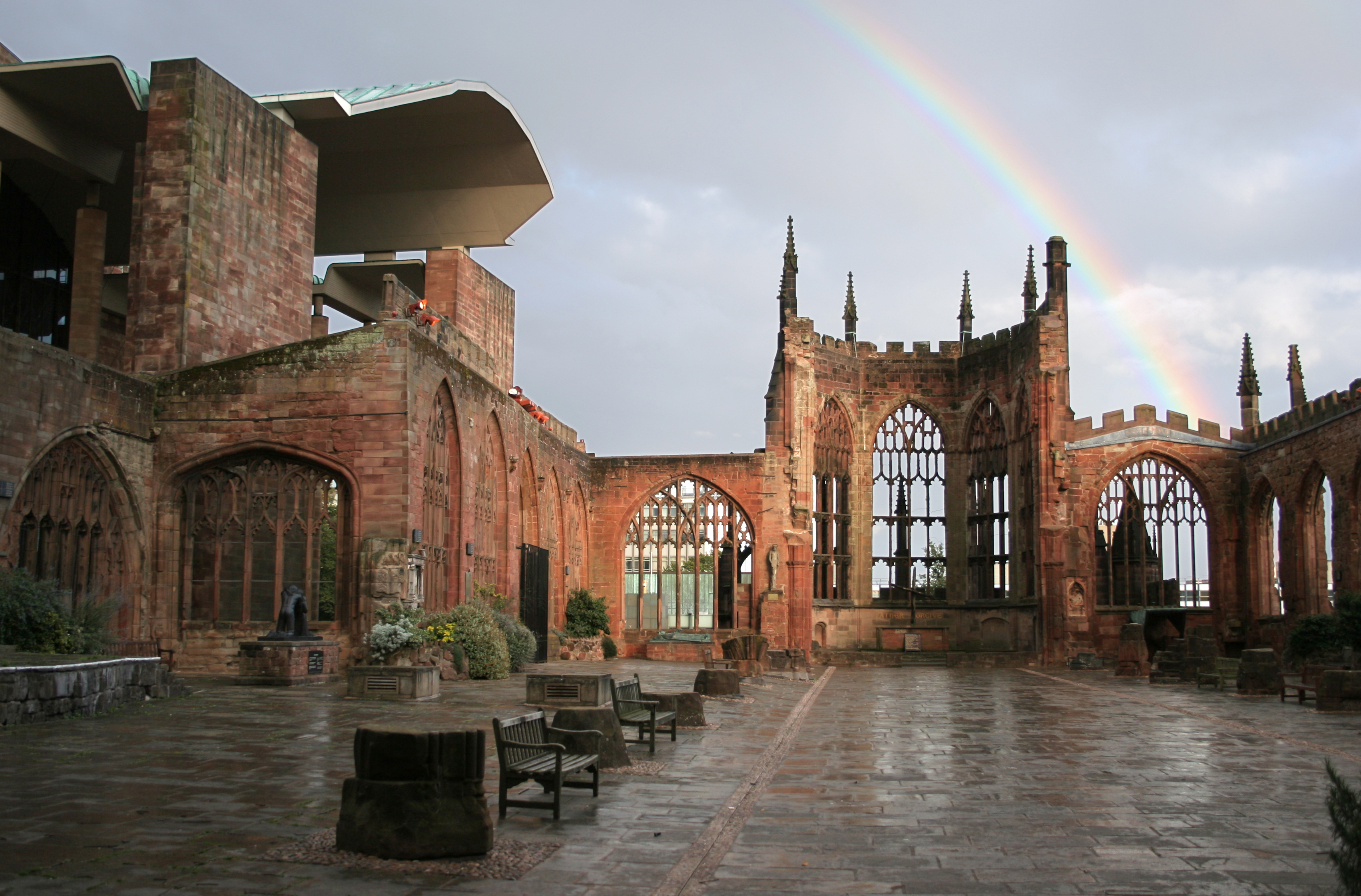
Ruïne van de kathedraal van Coventry

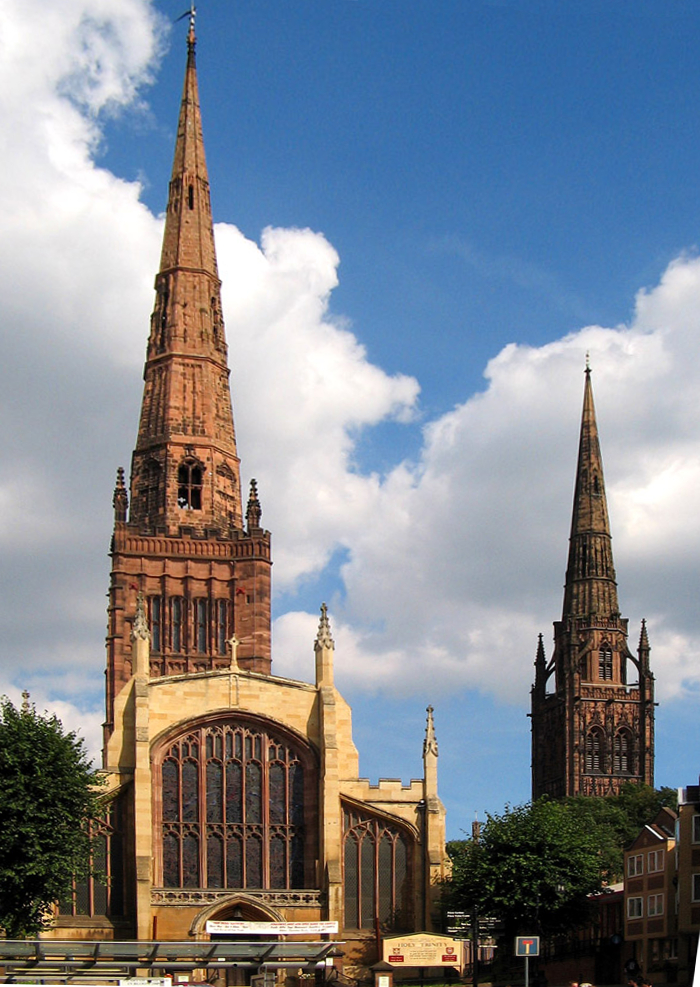
Torens van de Holy Trinity en de kathedraal van Coventry

Omdat Coventry een industriestad was, waar niet alleen auto's maar ook wapens werden geproduceerd, werd de stad in de Tweede Wereldoorlog het doelwit van grootschalige Duitse bombardementen. Op 14 november 1940 werden grote delen van de stad getroffen door een Duits bombardement. Ook de kathedraal van Coventry werd daarbij verwoest. Later kreeg de stad nog meer bombardementen te verduren. Winston Churchill wist dat de Duitsers van plan waren Coventry te bombarderen, doordat de Britten de Duitse codeberichten van de Enigmamachine ontcijferd hadden, maar hij liet het bombardement plaatsvinden om bij de Duitsers geen argwaan te wekken.
In plaats van de ruïne van de oude kathedraal te restaureren of te slopen om plaats te maken voor een nieuwe kathedraal, werd besloten de ruïne te laten zoals hij was als monument voor de vrede. De nieuwe kathedraal werd gebouwd naast de ruïnes van de oude en werd geopend in 1962. Bij de opening werd het speciaal voor deze gelegenheid gecomponeerde War Requiem van de Britse componist Benjamin Britten uitgevoerd. Tot op de dag van vandaag profileert Coventry zich als stad van verzoening. De stedenband met Dresden, die al relatief kort na de oorlog ontstond, is hiervan een voorbeeld.
Ook de rest van het centrum moest na de oorlog worden herbouwd. De binnenstad is een goed voorbeeld van architectuur en stedenbouw uit de jaren 50 en 60. Dat is te zien aan het materiaalgebruik (beton) en het eerste autovrije winkelgebied in het Verenigd Koninkrijk. In die tijd was een belangrijk ideaal in de stedenbouw om voetgangers en autoverkeer zoveel mogelijk te scheiden. Dit is in Coventry gedaan door een verhoogde ringweg om het centrum aan te leggen en in het centrum grote gebieden autovrij te maken.
Het theater in de stad heet Belgrade Theatre, als herinnering aan de bijdrage die de stad Belgrado na de Tweede Wereldoorlog gaf aan de (her)bouw van het theater. In één straat, Spon Street, waren relatief veel middeleeuwse vakwerkhuizen bewaard gebleven. Enkele middeleeuwse gebouwen zijn van andere locaties in de stad naar deze straat verplaatst, waardoor hier nu vooral middeleeuwse bebouwing te vinden is.

## Civil parishesin district Coventry
- Allesley
- Keresley

## Sport
Coventry City FC is de betaaldvoetbalclub van de stad en speelt haar wedstrijden in de Ricoh Arena. Coventry City FC won 1987 de FA Cup.
In 2020 werden in dit stadion alle tv-toernooien van de PDC gespeeld vanwege de coronapandemie die dat jaar uitbrak. Hierdoor moesten deze toernooien zonder publiek gespeeld worden, wat op de oorspronkelijke locaties niet mogelijk was en bovendien konden de darters hierdoor op één en dezelfde locatie blijven in plaats van dat ze naar verschillende locaties moesten gaan.

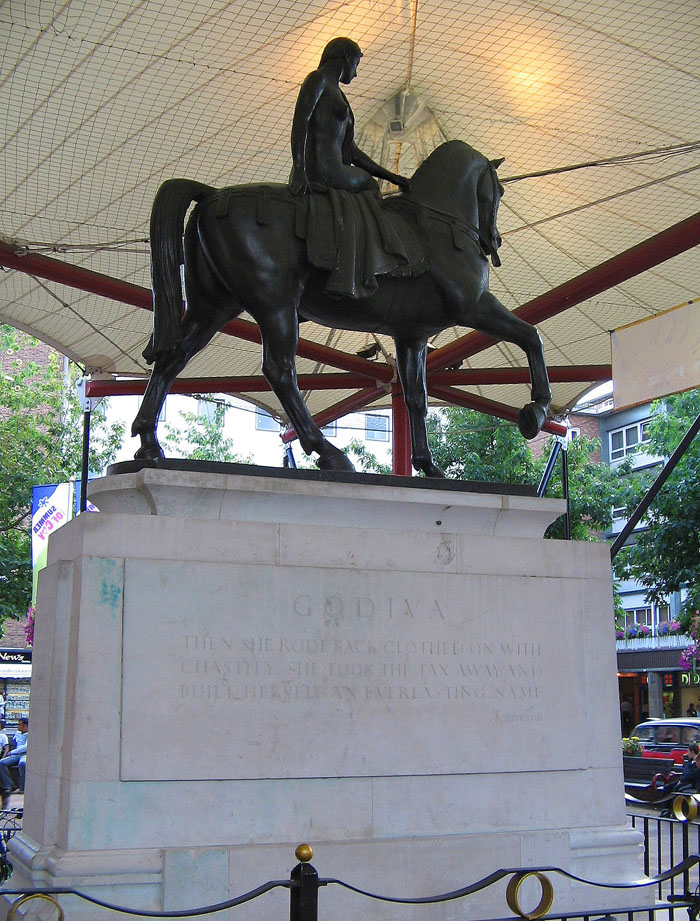
Standbeeld van Lady Godiva

## Trivia
- In de stad werden van de 14e tot de 16e eeuw ter gelegenheid van het feest van Corpus Christi door de stadsgilden de Mysteriespelen van Coventry opgevoerd.
- De beroemdste inwoner van Coventry was Lady Godiva. Volgens de legende reed deze historische figuur naakt door de stad op een paard, als protest tegen de zware belastingen die haar man Leofric de bevolking oplegde. Een standbeeld van Godiva staat in het centrum van de stad.
- Het industriële verleden is terug te vinden in het Coventry Transport Museum, met een bijzondere collectie antieke fietsen, motorfietsen, auto's, vrachtwagens en autobussen.
- In Coventry werden de buitenopnamen gemaakt van de komische televisieserie Keeping Up Appearances (Schone Schijn).
- Skaband The Specials werden in 1977 in Coventry opgericht. Ze waren de grondleggers van de 2 Tone-ska muziek.

## Stedenbanden
- Arnhem (Nederland)
- Dresden (Duitsland), sinds 1959
- Ostrava (Tsjechië)
- Saint-Étienne (Frankrijk), sinds 1955
- Sarajevo (Bosnië en Herzegovina)
- Windsor (Canada)

## Bekende inwoners van Coventry

### Geboren
- Ellen Terry (1847-1928), Shakespeare-toneelspeelster
- Cyril Connolly (1903-1974), schrijver en literair criticus
- Nigel Hawthorne (1929-2001), acteur
- Billie Whitelaw (1932-2014), actrice
- Frank Ifield (1937-2024), zanger en presentator
- Don Fardon (1943), zanger
- Lee Child (1954), schrijver
- Terry Hall (1959-2022), zanger en musicus (The Specials)
- Clint Mansell (1963), musicus en filmmuziekcomponist
- Clive Owen (1964), acteur
- Steve Beaton (1964), darter
- Martin Marquez (1968), acteur
- Marlon Devonish (1976), sprinter
- Callum Wilson (1992), voetballer
- Jake Stewart (1999), wielrenner